# Roger-Maurice Bonnet
Pour les articles homonymes, voir Bonnet.
Roger-Maurice Bonnet, né le 23 décembre 1937 à Dourdan (Seine-et-Oise, aujourd'hui en Essonne), est un astrophysicien français spécialiste du Soleil et de la physique stellaire qui a été responsable du programme scientifique de l'Agence spatiale européenne de 1983 à 2001. Dans ce poste il a notamment mis sur pied dans un contexte financier difficile le programme scientifique à long terme de l'agence, Horizon 2000, qui a permis à l'Europe de jouer par la suite un rôle majeur dans plusieurs domaines de la recherche spatiale.

## Formation et premières recherches
Roger Bonnet, qui est diplômé de l'Université de Paris, réalise sa thèse, soutenue en 1968, sur l'observation et l'interprétation des émissions du Soleil dans l'ultraviolet. Dans le cadre de ces travaux, il met au point un nouveau type de filtre qui lui permet d'obtenir des spectres précis à l'aide d'instruments placés dans des fusées-sondes et des ballons.

## Laboratoire de physique stellaire et planétaire (1969-1983)
De 1969 à 1983, Roger Bonnet dirige le Laboratoire de physique stellaire et planétaire (LPSP) implanté à Verrières-le-Buisson (aujourd'hui Institut d'astrophysique spatiale sur le campus de l'Université d'Orsay). À ce poste il est responsable scientifique du spectromètre imageur ultraviolet développé par son institut pour le satellite américain d'héliophysique OSO-8 lancé le 21 juin 1975. À la fin des années 1970 un deuxième instrument est développé par le laboratoire pour compléter les observations effectuées. La caméra TRC (Transition Region Camera) est embarquée à bord de fusées sondes Black Brant au cours de vols ayant lieu en 1979, 1980 et 1982. Les deux instruments permettent d'obtenir des images très détaillées de la chromosphère de notre Soleil et des informations importantes sur les processus contribuant à l'échauffement de la couronne solaire. Bonnet contribue également à la réalisation de la caméra HMC (Halley Multicolour Camera) développée par l'Institut Max-Planck de recherche sur le Système solaire et embarqué à bord de la sonde spatiale européenne Giotto chargée d'étudier la comète de Halley. Cette caméra prendra les premières images d'un noyau de comète.

## Participations aux groupes de travail et aux comités sur la recherche spatiale
Dès le début de sa carrière Roger Bonnet joue un rôle actif dans plusieurs comités de la recherche spatiale. Alors qu'il n'est encore qu'un doctorant, en 1962 et 1963, il tient le secrétariat du groupe astronomie du COPERS (Comité Préparatoire Européen pour la Recherche Spatiale) dont le rôle sera repris par le Conseil européen de recherches spatiales (ESRO). De 1973 à 1975, il est membre du Groupe de travail sur l'astronomie (Astronomy Working Group ou AWG). Il participe également au COSPAR, à l'Union astronomique internationale, au bureau des sciences spatiales américain ainsi qu'à l'European Physical Society. Il est co-éditeur ou éditeur des revues scientifiques Space Science Instrumentation, Solar Physics, Astrophysics and Space Science et Space Science Reviews. Il participe aux réflexions sur le politique de recherche spatiale en tant que membre à compter de 1975, puis, de 1978 à 1980, comme responsable du Comité de Conseil scientifique de l'Agence spatiale européenne.

## Agence spatiale européenne (1983-2001)
Prolongement naturel de ce dernier rôle, Roger Bonnet est nommé en mars 1983 directeur du programme scientifique à l'Agence spatiale européenne (ESA). À son arrivée, celui-ci est en crise. Les missions en préparation ont du mal à aboutir du fait de dépassements récurrents et d'un budget consacré aux missions scientifiques peu élevé. Bonnet décide de mettre sur pied une stratégie à long terme en concevant un programme scientifique sur 20 ans dont les grandes lignes sont définies avec la participation des principales organisations scientifiques européennes. Pour le financer, il obtient des autorités de tutelle de l'agence que le budget accordé aux activités spatiales scientifiques augmente de 5% chaque année jusqu'en 1994. Avec des moyens relativement faibles par rapport à ceux de la NASA, l'Europe parvient, grâce à ce plan, à jouer un rôle de pionnier dans un certain nombre de domaines. À la suite de l'échec du lancement des satellites Cluster, il joue un rôle moteur dans la réalisation et le lancement de copies des satellites perdus.
Sous sa direction sont lancés les satellites Giotto, Hipparcos, Huygens, ISO, SOHO, XMM-Newton et Cluster. Durant cette période, sont également lancés les satellites Hubble Space Telescope, Ulysses, développés avec une participation européenne. En 1999, il définit avec plusieurs collaborateurs la stratégie de l'agence pour l'observation de la Terre qui donnera naissance au programme Living Planet.

## Carrière postérieure
De 2001 à 2002, Roger-Maurice Bonnet est directeur adjoint de la recherche scientifique au  Centre national de la recherche scientifique. Il continue à jouer un rôle important dans la politique de la recherche spatiale en tant que président du Committee on Space Research (COSPAR) de 2002 à 2010 et directeur exécutif de l'International Space Science Institut (ISSI) à Berne, de 2003 à 2013. Il est responsable de 2001 à 2006 du programme Aurora de l'Agence spatiale européenne chargé de formuler puis d'implémenter les missions robotiques et humaines du système solaire qui débouchera sur le programme ExoMars. Au sein de l'Agence spatiale européenne, mais également après son départ en retraite, Roger-Maurice Bonnet prononce de nombreuses conférences dans le monde entier, faisant la promotion des activités scientifiques du domaine astronautique.

## Divers

### Membre de sociétés savantes
Roger-Maurice Bonnet est membre de  l'Académie internationale d'astronautique (depuis 1985), de l'Academia Europaea à titre permanent (depuis février 1989), de l'Académie de l'air et de l'espace en tant que correspondant (depuis juin 1989), de l'Académie royale des sciences de Suède, de  la Société européenne de physique, de la Royal Astronomical Society, de la Société royale des sciences de Liège et de l'Académie européenne des sciences, des arts et de philosophie. Il a été fait Docteur honoris causa de l'Université de Londres (Imperial College) en 1997.

### Distinctions
Parmi les multiples distinctions reçues par Roger-Maurice Bonnet, on peut citer :
- en France, la médaille de bronze du CNRS en 1968 puis celle d'argent en 1976, ainsi que le Prix Deslandres de l'Académie des sciences en 1980. Il a été fait officier de la Légion d'honneur[10].
- en Union soviétique, la médaille Youri Gagarine de la Fédération de cosmonautique d'URSS en 1985 et la médaille Constantin Tsiolkovski de la Fédération de cosmonautique de l'URSS en 1993.
- Les sociétés savantes lui ont décerné le von Karmann Award de l'Académie internationale d'astronautique en 2009, le Prix Jules-Janssen de la Société astronomique de France (SAF) en  2005, le grand prix de l'Association aéronautique et astronautique de France en 1996, le COSPAR Award en 2000 et l'Emil Award de l'Académie internationale d'astronautique en 1987.
- En 2001, l'Association des journalistes professionnels de l'aéronautique et de l'espace (AJPAE) lui décerne le prix Icare.
- L'astéroïde (18627) Rogerbonnet est nommé en son honneur.

### Sources
- (en) Martin C. E. Huber, « Roger Bonnet, the scientist », ESA Special Publication, vol. 493,‎ 2001, p. 81-94 (ISBN 92-9092-803-4, lire en ligne)
- (en) J. Krige et A. Russo avec des contributions de M. De Maria et L. Sebesta, A History of the European Space Agency, 1958 – 1987 : Vol. 1 - ESRO and ELDO, 1958 - 1973 (Monographie), Noordwijk, ESA Publications Division (no SP1235), avril 2000, 703 p. (ISBN 92-9092-536-1, lire en ligne)Histoire de l'agence spatiale européenne de 1958 à 1973
- (en) J. Krige et A. Russo avec des contributions de M. De Maria et L. Sebesta, A History of the European Space Agency, 1958 – 1987 : Vol. 2 - The story of ESA, 1973 to 1987 (Monographie), Noordwijk, ESA Publications Division (no SP1235), avril 2000, 703 p. (ISBN 92-9092-536-1, lire en ligne)Histoire de l'agence spatiale européenne de 1973 à 1987

- Notices d'autorité :   - VIAF
  - ISNI
  - BnF (données)
  - IdRef
  - LCCN
  - GND
  - CiNii
  - Pays-Bas
  - Israël
  - NUKAT
  - Norvège
  - Grèce
  - WorldCat